# Kryptolebias gracilis
Kryptolebias gracilis es un pez de la familia de los rivulinos en el orden de los ciprinodontiformes.

## Morfología
Los machos pueden alcanzar los 2,8 cm de longitud total.

## Distribución geográfica
Se encuentran en Sudamérica: Brasil (Mato Grosso).